# 2022年のNBAオールスターゲーム
2022年のNBAオールスターゲームは、2021-22シーズン中の2022年2月20日（日本時間21日）にオハイオ州クリーブランドのロケット・モーゲージ・フィールドハウスで開催された、第71回NBAオールスターゲームである。チームキャプテンにはレブロン・ジェームズとケビン・デュラントが選ばれ、試合は163-160でチーム・レブロンが5年連続で勝利した。そして、オールスター記録となる16本の3ポイントシュートを沈め、歴代2位の50得点を記録したステフィン・カリーがNBAオールスターゲームコービー・ブライアント最優秀選手賞を初受賞した。
クリーブランドでオールスターゲームが開催されるのはこれで3回目となり、最後に行われたのは当時アリーナのロケット・モーゲージ・フィールドハウスがガンド・アリーナとして知られていた1997年以来となる。

## オールスターゲーム

### コーチ
フェニックス・サンズのヘッドコーチであるモンティ・ウィリアムズは、1月30日にチーム・レブロンのヘッドコーチに選ばれ、マイアミ・ヒートのヘッドコーチであるエリック・スポールストラは、2月6日にチーム・デュラントのヘッドコーチに選ばれた。

### 選出選手
オールスターゲームの選出は昨年と同様にファン投票とメディア投票によって選ばれる。ファン投票はNBA公式サイトとTwitterから毎日投票でき、スターターの選出はファン、メディア投票・現在チームに在籍している現役のNBA選手の投票によって選ばれる。ファン投票が総数50％を占め、NBA選手とメディア投票がそれぞれ25％を占める仕組みとなっている。各カンファレンスで累積投票総数が最も多かった2人のガードと3人のフロントコートプレイヤーがスターターに選ばれ、各カンファレンスで最も投票数が多かった2人のプレーヤーがチームキャプテンに選ばれる。
2022年1月27日にオールスターゲームのスターティングメンバーが発表された。東地区からはアトランタ・ホークスのトレイ・ヤングとシカゴ・ブルズのデマー・デローザンがバックコートのスターターに選ばれ、それぞれ2回目と5回目の出場となった。フロントコートはブルックリン・ネッツのケビン・デュラントとミルウォーキー・バックスのヤニス・アデトクンボ、フィラデルフィア・76ersのジョエル・エンビードがスターターに選ばれ、それぞれ12回目と6回目、および5回目のオールスター出場を果たした。また、デュラントは2年連続でイーストの最多投票を獲得し、キャプテンに選ばれた。
西地区からはメンフィス・グリズリーズのジャ・モラントとゴールデンステート・ウォリアーズのステフィン・カリーがバックコートのスターターに選ばれ、それぞれオールスター初出場と8回目の出場となった。フロントコートはゴールデンステート・ウォリアーズのアンドリュー・ウィギンズが初出場でスターターに選出され、ロサンゼルス・レイカーズのレブロン・ジェームズが18回目の選出、デンバー・ナゲッツのニコラ・ヨキッチが4回目のオールスターに選ばれた。ウィギンズは8シーズン目にしてスターターに選ばれた3人目の選手であり、また、近代ドラフト時代（1966年以降）の全体1位指名選手としては初めて、8年目以降のシーズンでオールスターに初選出された選手となった。
| Pos        | 選手                     | チーム                         | 出場回数   |
| スターター | スターター               | スターター                     | スターター |
| ---------- | ------------------------ | ------------------------------ | ---------- |
| G          | トレイ・ヤング           | アトランタ・ホークス           | 2          |
| G          | デマー・デローザン       | シカゴ・ブルズ                 | 5          |
| F          | ケビン・デュラント INJ1  | ブルックリン・ネッツ           | 12         |
| F          | ヤニス・アデトクンボ     | ミルウォーキー・バックス       | 6          |
| C          | ジョエル・エンビード     | フィラデルフィア・76ers        | 5          |
| リザーブ   |                          |                                |            |
| G          | ダリアス・ガーランド     | クリーブランド・キャバリアーズ | 1          |
| G          | ジェームズ・ハーデンINJ3 | フィラデルフィア・76ers        | 10         |
| G          | ザック・ラヴィーン       | シカゴ・ブルズ                 | 2          |
| G          | フレッド・ヴァンブリート | トロント・ラプターズ           | 1          |
| G          | ラメロ・ボールREP1       | シャーロット・ホーネッツ       | 1          |
| F          | ジミー・バトラー         | マイアミ・ヒート               | 6          |
| F          | クリス・ミドルトン       | ミルウォーキー・バックス       | 3          |
| F          | ジェイソン・テイタムST1  | ボストン・セルティックス       | 3          |
| C          | ジャレット・アレンREP3   | クリーブランド・キャバリアーズ | 1          |

| Pos        | 選手                         | チーム                           | 出場回数   |
| スターター | スターター                   | スターター                       | スターター |
| ---------- | ---------------------------- | -------------------------------- | ---------- |
| G          | ステフィン・カリー           | ゴールデンステート・ウォリアーズ | 8          |
| G          | ジャ・モラント               | メンフィス・グリズリーズ         | 1          |
| F          | アンドリュー・ウィギンズ     | ゴールデンステート・ウォリアーズ | 1          |
| F          | レブロン・ジェームズ         | ロサンゼルス・レイカーズ         | 18         |
| C          | ニコラ・ヨキッチ             | デンバー・ナゲッツ               | 4          |
| リザーブ   |                              |                                  |            |
| G          | デビン・ブッカー             | フェニックス・サンズ             | 3          |
| G          | ルカ・ドンチッチ             | ダラス・マーベリックス           | 3          |
| G          | デジャンテ・マレーREP2       | サンアントニオ・スパーズ         | 1          |
| G          | ドノバン・ミッチェルINJ4     | ユタ・ジャズ                     | 3          |
| G          | クリス・ポール               | フェニックス・サンズ             | 12         |
| F          | ドレイモンド・グリーンINJ2   | ゴールデンステート・ウォリアーズ | 4          |
| C          | ルディ・ゴベア               | ユタ・ジャズ                     | 3          |
| C          | カール＝アンソニー・タウンズ | ミネソタ・ティンバーウルブズ     | 3          |

^INJ1 ケビン・デュラントは膝内側側副靭帯の怪我のため欠場。

^REP1 デュラントの代役としてラメロ・ボールを選出。

^ST1 ジェイソン・テイタムがデュラントの代わりにスターターに昇格。

^INJ2 ドレイモンド・グリーンはふくらはぎの怪我のため欠場。

^REP2 グリーンの代役としてデジャンテ・マレーを選出。

^INJ3 ジェームズ・ハーデンはハムストリングの怪我のため欠場。

^REP3 ハーデンの代役としてジャレット・アレンを選出。

^INJ4 ドノバン・ミッチェルは呼吸器疾患のため欠場。

### ドラフト
オールスタードラフトは日本時間2月11日に行われる。キャプテンは昨年と同じくレブロン・ジェームズとケビン・デュラント。それぞれオールスターのスターター（先発）を1巡目、リザーブ選手を2巡目で交互に指名していき、チームを編成する。なお、キャプテンは所属カンファレンス不問で選手を指名することができる。デュラントが怪我により不出場となったため、コミッショナーが代役としてラメロ・ボールを指名し、空いたスターターの枠にはジェイソン・テイタムが昇格した。
| チーム・レブロン | チーム・レブロン         | チーム・デュラント | チーム・デュラント           |
| 指名順           | 選手                     | 指名順             | 選手                         |
| 1                | ヤニス・アデトクンボ     | 2                  | ジョエル・エンビード         |
| 3                | ステフィン・カリー       | 4                  | ジャ・モラント               |
| 5                | デマー・デローザン       | 6                  | ジェイソン・テイタム         |
| 7                | ニコラ・ヨキッチ         | 8                  | トレイ・ヤング               |
| 11               | ルカ・ドンチッチ         | 9                  | アンドリュー・ウィギンズ     |
| 13               | ダリアス・ガーランド     | 10                 | デビン・ブッカー             |
| 15               | クリス・ポール           | 12                 | カール＝アンソニー・タウンズ |
| 17               | ジミー・バトラー         | 14                 | ザック・ラヴィーン           |
| 19               | ドノバン・ミッチェル     | 16                 | デジャンテ・マレー           |
| 21               | フレッド・ヴァンブリート | 18                 | クリス・ミドルトン           |
| 23               | ジェームズ・ハーデン     | 20                 | ラメロ・ボール               |
|                  |                          | 22                 | ルディ・ゴベア               |

### ラインナップ
| Pos                                                         | 選手                     | チーム                           |            |
| スターター                                                  | スターター               | スターター                       | スターター |
| ----------------------------------------------------------- | ------------------------ | -------------------------------- | ---------- |
| F                                                           | レブロン・ジェームズ     | ロサンゼルス・レイカーズ         |            |
| F                                                           | ヤニス・アデトクンボ     | ミルウォーキー・バックス         |            |
| C                                                           | ニコラ・ヨキッチ         | デンバー・ナゲッツ               |            |
| G                                                           | デマー・デローザン       | シカゴ・ブルズ                   |            |
| G                                                           | ステフィン・カリー       | ゴールデンステート・ウォリアーズ |            |
| リザーブ                                                    |                          |                                  |            |
| G                                                           | ルカ・ドンチッチ         | ダラス・マーベリックス           |            |
| G                                                           | ダリアス・ガーランド     | クリーブランド・キャバリアーズ   |            |
| G                                                           | クリス・ポール           | フェニックス・サンズ             |            |
| F                                                           | ジミー・バトラー         | マイアミ・ヒート                 |            |
| G                                                           | ドノバン・ミッチェル     | ユタ・ジャズ                     |            |
| G                                                           | フレッド・ヴァンブリート | トロント・ラプターズ             |            |
| C                                                           | ジャレット・アレン REP3  | クリーブランド・キャバリアーズ   |            |
| ヘッドコーチ: モンティ・ウィリアムズ (フェニックス・サンズ) |                          |                                  |            |

| Pos                                                       | 選手                         | チーム                           |            |
| スターター                                                | スターター                   | スターター                       | スターター |
| --------------------------------------------------------- | ---------------------------- | -------------------------------- | ---------- |
| F                                                         | アンドリュー・ウィギンズ     | ゴールデンステート・ウォリアーズ |            |
| F                                                         | ジェイソン・テイタムST       | ボストン・セルティックス         |            |
| C                                                         | ジョエル・エンビード         | フィラデルフィア・76ers          |            |
| G                                                         | ジャ・モラント               | メンフィス・グリズリーズ         |            |
| G                                                         | トレイ・ヤング               | アトランタ・ホークス             |            |
| リザーブ                                                  |                              |                                  |            |
| G                                                         | デビン・ブッカー             | フェニックス・サンズ             |            |
| C                                                         | カール＝アンソニー・タウンズ | ミネソタ・ティンバーウルブズ     |            |
| G                                                         | ザック・ラビーン             | シカゴ・ブルズ                   |            |
| G                                                         | デジャンテ・マレーREP2       | サンアントニオ・スパーズ         |            |
| F                                                         | クリス・ミドルトン           | ミルウォーキー・バックス         |            |
| G                                                         | ラメロ・ボールREP1           | シャーロット・ホーネッツ         |            |
| C                                                         | ルディ・ゴベア               | ユタ・ジャズ                     |            |
| ヘッドコーチ: エリック・スポールストラ (マイアミ・ヒート) |                              |                                  |            |

### 試合結果
| 2022年2月20日 8:00 pm ET |

|  |

| チーム・レブロン 163, チーム・デュラント 160                           |  |                                                                                    |
| クォーター・スコア: 47-45, 46-49, 45-45, 25-21                         |  |                                                                                    |
| Pts: ステフィン・カリー 50 Rebs: ヤニス・アデトクンボ 12 Asts: 2選手 8 |  | Pts: ジョエル・エンビード 36 Rebs: ジョエル・エンビード 10 Asts: トレイ・ヤング 10 |

## オールスターウィークエンド

### セレブリティゲーム
Rufflesが提供する2022年のNBAオールスターセレブリティゲームは、2022年2月18日 (金) にオハイオ州クリーブランドのウォルスタイン・センターで行われる。ヘッドコーチには、NBAレジェンドのビル・ウォルトンとドミニク・ウィルキンスが務める。
| 2022年2月18日 7:00 pm ET |

|  |

| チーム・ウォルトン 65, チーム・ニーク 51 |

| 選手                                           | バックグラウンド                               |
| ---------------------------------------------- | ---------------------------------------------- |
| ジミー・アレン                                 | 歌手, 作曲家                                   |
| ブリットニー・エレナ                           | 司会者、女優、スポーツ選手、モデル             |
| マシン・ガン・ケリー                           | 歌手, 作曲家                                   |
| デリカ・ハンビー                               | WNBA選手                                       |
| ノア・カーロック                               | ファナティクス・オールイン・チャレンジの優勝者 |
| ナイジャ・ヒューストン                         | オリンピック選手、プロスケートボード選手       |
| マット・ジェームズ                             | ABCのThe Bachelorに出演                        |
| クエイヴォ (4)                                 | ラッパー, レコーディング・アーティスト         |
| ランヴィール・シン                             | 俳優                                           |
| アレックス・トゥーサン                         | ペロトン・インストラクター                     |
| ヘッドコーチ: ビル・ウォルトン (NBAレジェンド) |                                                |

| 選手                                                 | バックグラウンド                     |
| ---------------------------------------------------- | ------------------------------------ |
| アヌエルAA                                           | ラッパー                             |
| ジャスティン・ビブ                                   | クリーブランド市長                   |
| ケイン・ブラウン (2)                                 | 4x AMA賞受賞アーティスト             |
| マイルズ・ギャレット                                 | NFL選手                              |
| ダニエル・ギブソン                                   | 元NBA選手                            |
| ティファニー・ハディッシュ                           | コメディアン、女優、作家             |
| ジャック・ハーロウ                                   | ラッパー, 作曲家                     |
| クリッサ・ジャクソン                                 | ハーレム・グローブトロッターズの選手 |
| アンジャリ・ラナディヴェ                             | 歌手, 作曲家                         |
| ジャンマルコ・タンベリ                               | オリンピック走高跳チャンピオン       |
| ヘッドコーチ: ドミニク・ウィルキンス (NBAレジェンド) |                                      |

### NBA HBCUクラシック
2月19日にクリーブランドのウォルスタイン・センターで行われるMEAC (ミッドイースタン・アスレチック・カンファレンス) に所属する、ハワード大学バイソン対モーガン州立大学ベアーズのカレッジバスケットボールの試合は、第1回NBA HBCUクラシックとして開催され、NBAとAT&Tはそれぞれのチーム競技部に10万ドルを寄付し、試合はTNTとESPN2によって同時中継される。

### ライジングスターズ新形式
昨年まで1年目と2年目選手のオールスターゲームであるライジング・スターズ・チャレンジはワールドチームとUSAチームに分かれての対戦だったが、今年から1年目と2年目の選手、そして新たに、NBAGリーグ・イグナイトの選手からも選ばれ、4チーム、3試合制の形式となる。NBAチームに在籍する1年目と2年目の選手がそれぞれ12名、Gリーグ・イグナイトから4名が選ばれ、計28名で4チームを構成する。NBA選手はNBAアシスタントコーチが選出し、イグナイトの選手らはNBAGリーグのヘッドコーチたちが選出する。また、試合はいずれも最終目標得点制での開催となる。リック・バリー、アイザイア・トーマス、ゲイリー・ペイトン、ジェームズ・ウォージーの元NBA選手4人がドラフト形式でそれぞれ7名ずつを指名してチームを作り、自らがヘッドコーチとして指揮を執る。

### ロスター
| Pos.                         | 選手                   | チーム                         | R/S/P        |
| ---------------------------- | ---------------------- | ------------------------------ | ------------ |
| G                            | ケイド・カニングハム   | デトロイト・ピストンズ         | ルーキー     |
| F                            | ダイソン・ダニエルズ   | NBAGリーグ・イグナイト         | プロスペクト |
| F                            | エバン・モーブリー     | クリーブランド・キャバリアーズ | ルーキー     |
| G/F                          | アイザック・オコロ     | クリーブランド・キャバリアーズ | ソフォモア   |
| C                            | アルペラン・シェングン | ヒューストン・ロケッツ         | ルーキー     |
| F                            | ジェイショーン・テイト | ヒューストン・ロケッツ         | ソフォモア   |
| F                            | フランツ・ワグナー     | オーランド・マジック           | ルーキー     |
| ヘッドコーチ: リック・バリー |                        |                                |              |

| Pos.                               | 選手                     | チーム                       | R/S/P        |
| ---------------------------------- | ------------------------ | ---------------------------- | ------------ |
| F/C                                | プレシャス・アチュワ     | トロント・ラプターズ         | ソフォモア   |
| G/F                                | デズモンド・ベイン       | メンフィス・グリズリーズ     | ソフォモア   |
| F                                  | サディック・ベイ         | デトロイト・ピストンズ       | ソフォモア   |
| G                                  | アンソニー・エドワーズ   | ミネソタ・ティンバーウルブズ | ソフォモア   |
| G                                  | タイリース・ハリバートン | インディアナ・ペイサーズ     | ソフォモア   |
| G                                  | ジェイデン・ハーディー   | NBAGリーグ・イグナイト       | プロスペクト |
| C                                  | アイザイア・スチュワート | デトロイト・ピストンズ       | ソフォモア   |
| ヘッドコーチ: アイザイア・トーマス |                          |                              |              |

| Pos.                             | 選手                        | チーム                           | R/S/P        |
| -------------------------------- | --------------------------- | -------------------------------- | ------------ |
| G                                | ラメロ・ボール              | シャーロット・ホーネッツ         | ソフォモア   |
| F                                | スコッティ・バーンズ        | トロント・ラプターズ             | ルーキー     |
| G                                | アヨ・ドスンム              | シカゴ・ブルズ                   | ルーキー     |
| G                                | クリス・ドゥアルテ INJ1     | インディアナ・ペイサーズ         | ルーキー     |
| G                                | スクート・ヘンダーソン      | NBAGリーグ・イグナイト           | プロスペクト |
| G                                | ボーンズ・ハイランドREP2    | デンバー・ナゲッツ               | ルーキー     |
| F                                | ジョナサン・クミンガ REP1   | ゴールデンステート・ウォリアーズ | ルーキー     |
| F                                | ジェイデン・マクダニエルズ  | ミネソタ・ティンバーウルブズ     | ソフォモア   |
| G                                | デイビオン・ミッチェル INJ2 | サクラメント・キングス           | ルーキー     |
| ヘッドコーチ: ゲイリー・ペイトン |                             |                                  |              |

| Pos.                                 | 選手                     | チーム                       | R/S/P        |
| ------------------------------------ | ------------------------ | ---------------------------- | ------------ |
| G                                    | コール・アンソニー       | オーランド・マジック         | ソフォモア   |
| G/F                                  | マージョン・ボーチャンプ | NBAGリーグ・イグナイト       | プロスペクト |
| G                                    | ジョシュ・ギディー       | オクラホマシティ・サンダー   | ルーキー     |
| G                                    | ジェイレン・グリーン     | ヒューストン・ロケッツ       | ルーキー     |
| C                                    | ハーバート・ジョーンズ   | ニューオーリンズ・ペリカンズ | ルーキー     |
| G                                    | タイリース・マクシー     | フィラデルフィア・76ers      | ソフォモア   |
| G                                    | ジェイレン・サッグス     | オーランド・マジック         | ルーキー     |
| ヘッドコーチ: ジェームズ・ウォージー |                          |                              |              |

^INJ1 クリス・ドゥアルテは左足つま先の怪我のため欠場。

^REP1 ドゥアルテの代役としてジョナサン・クミンガを選出。

^INJ2 デイビオン・ミッチェルは右手の怪我のため欠場。

^REP2 ミッチェルの代役としてボーンズ・ハイランドを選出。
|  | セミファイナル     | セミファイナル |                    |    | ファイナル | ファイナル |
|  |                    |                |                    |    |            |            |
|  |                    |                |                    |    |            |            |
|  |                    |                |                    |    |            |            |
|  | チーム・アイザイア | 50             |                    |    |            |            |
|  | チーム・アイザイア | 50             |                    |    |            |            |
|  | チーム・ウォージー | 49             |                    |    |            |            |
|  | チーム・ウォージー | 49             | チーム・アイザイア | 20 |            |            |
|  |                    |                | チーム・アイザイア | 20 |            |            |
|  |                    | チーム・バリー | 25                 |    |            |            |
|  | チーム・バリー     | チーム・バリー | 25                 | 50 |            |            |
|  | チーム・バリー     |                |                    | 50 |            |            |
|  | チーム・ペイトン   | 48             |                    |    |            |            |
|  | チーム・ペイトン   | 48             |                    |    |            |            |

### スキルチャレンジ
| Pos. | 選手                 | チーム                     |
| ---- | -------------------- | -------------------------- |
| F    | スコッティ・バーンズ | トロント・ラプターズ       |
| G    | ケイド・カニングハム | デトロイト・ピストンズ     |
| G    | ジョシュ・ギディー   | オクラホマシティ・サンダー |

| Pos. | 選手                 | チーム                         |
| ---- | -------------------- | ------------------------------ |
| C    | ジャレット・アレン   | クリーブランド・キャバリアーズ |
| G    | ダリアス・ガーランド | クリーブランド・キャバリアーズ |
| C/F  | エバン・モーブリー   | クリーブランド・キャバリアーズ |

| Pos. | 選手                     | チーム                   |
| ---- | ------------------------ | ------------------------ |
| F    | ヤニス・アデトクンボ     | ミルウォーキー・バックス |
| F    | アレックス・アデトクンボ | ラプターズ・905          |
| F    | タナシス・アデトクンボ   | ミルウォーキー・バックス |

### スリーポイントコンテスト
| Pos. | 選手                         | チーム                       | 身長 | 体重 | 1回戦 | ファイナル |
| ---- | ---------------------------- | ---------------------------- | ---- | ---- | ----- | ---------- |
| C/F  | カール＝アンソニー・タウンズ | ミネソタ・ティンバーウルブズ | 6–11 | 248  | 22    | 29         |
| G    | トレイ・ヤング               | アトランタ・ホークス         | 6–1  | 164  | 22    | 26         |
| G    | ルーク・ケナード             | ロサンゼルス・クリッパーズ   | 6–5  | 206  | 28    | 26         |
| G    | パティ・ミルズ               | ブルックリン・ネッツ         | 6–0  | 180  | 21    | DNQ        |
| G    | CJ・マッカラム               | ニューオーリンズ・ペリカンズ | 6–5  | 190  | 19    | DNQ        |
| G    | デズモンド・ベイン           | メンフィス・グリズリーズ     | 6–5  | 215  | 18    | DNQ        |
| G    | フレッド・ヴァンブリート     | トロント・ラプターズ         | 6–1  | 195  | 16    | DNQ        |
| G    | ザック・ラビーン             | シカゴ・ブルズ               | 6–5  | 200  | 14    | DNQ        |

### スラムダンクコンテスト
| Pos. | 選手                             | チーム                           | 身長 | 体重 | ファーストラウンド | ファイナルラウンド |
| ---- | -------------------------------- | -------------------------------- | ---- | ---- | ------------------ | ------------------ |
| G    | ジェイレン・グリーン             | ヒューストン・ロケッツ           | 6–4  | 186  | N/A                | N/A                |
| G    | コール・アンソニー               | オーランド・マジック             | 6–3  | 185  | N/A                | N/A                |
| F    | ホワン・トスカーノ＝アンダーソン | ゴールデンステート・ウォリアーズ | 6–6  | 209  | N/A                | N/A                |
| F    | オビ・トッピン                   | ニューヨーク・ニックス           | 6–9  | 220  | N/A                | N/A                |